# Горња Бачуга
Горња Бачуга је насељено место у саставу града Петриње, у Банији, Република Хрватска.

## Историја
Горња Бачуга се од распада Југославије до августа 1995. године налазила у Републици Српској Крајини.

## Становништво
На попису становништва 2011. године, Горња Бачуга је имала 79 становника.

## Попис 1991.
На попису становништва 1991. године, насељено место Горња Бачуга је имало 397 становника, следећег националног састава:
| Попис 1991.‍  | Попис 1991.‍  | Попис 1991.‍ | Попис 1991.‍ | Попис 1991.‍ |
| ------------ | ------------ | ----------- | ----------- | ----------- |
|              |              |             |             |             |
| Срби         | Срби         |             | 378         | 95,21%      |
| Југословени  | Југословени  |             | 11          | 2,77%       |
| Хрвати       | Хрвати       |             | 6           | 1,51%       |
| регион. опр. | регион. опр. |             | 1           | 0,25%       |
| непознато    | непознато    |             | 1           | 0,25%       |
| укупно: 397  |              |             |             |             |